# Compsospiza garleppi
Compsospiza garleppi là một loài chim trong họ Thraupidae.